# آگوستین سیلوا
آگوستین سیلوا (انگلیسی: Agustín Silva؛ زادهٔ ۲۸ ژوئن ۱۹۸۹) بازیکن فوتبال اهل آرژانتین است.
از باشگاه‌هایی که در آن بازی کرده‌است می‌توان به باشگاه فوتبال استودیانتس و باشگاه فوتبال آرسنال ساراندی اشاره کرد.